# Burey
Burey – miejscowość i gmina we Francji, w regionie Normandia, w departamencie Eure.
Według danych na rok 1990 gminę zamieszkiwały 232 osoby, a gęstość zaludnienia wynosiła 43 osoby/km² (wśród 1421 gmin Górnej Normandii Burey plasuje się na 673. miejscu pod względem liczby ludności, natomiast pod względem powierzchni na miejscu 657.).